# Гуцало Олександр Семенович
Олександр Семенович Гуцало (1911—1946) — учасник Другої світової війни, штурман 845-го винищувального авіаційного полку 269-ї винищувальної авіаційної дивізії 4-ї повітряної армії 2-го Білоруського фронту, капітан. Герой Радянського Союзу.

## Біографія
Народився 7 березня (20 березня за новим стилем) 1917 року в м. Актюбінську Російської імперії, пізніше Казахської РСР, нині Республіки Казахстан, в родині робітника. Українець.
Закінчив 8 класів Актюбінської залізничної школи. Після цього його батьки переїхали до міста Тихорєцька Краснодарського краю, де Олександр навчався на робітфаку і одночасно займався в аероклубі. Працював токарем.
У Червоній Армії з 1937 року. Закінчив Грозненському авіаційну школу стрільців-бомбардирів, а в 1941 — Енгельськую військову авіаційну школу пілотів. У боях Другої світової війни з грудня 1941 року. Член ВКП(б) з 1945 року.
Штурман 845-го винищувального авіаційного полку капітан Олександр Гуцало здійснив 494 бойових вильотів, провів 52 повітряних бої, збив особисто 11 та в групі 2 літаки противника.
Після війни продовжував служити у Військово-Повітряних Силах СРСР.
Помер 28 січня 1946 року.

## Нагороди
- Звання Героя Радянського Союзу присвоєно 15 травня 1946 року.
- Нагороджений орденом Леніна, трьома орденами Червоного Прапора, орденами Олександра Невського, Вітчизняної війни 1-го ступеня, а також медалями.

## Пам'ять
- На будівлі ПТУ № 12 в Тихорєцьку Герою встановлена меморіальна дошка.
- в честь Гуцала названа вулиця в Актобе (Казахстан)